# Giovanni Liverati
Giovanni Liverati (* 27. März 1772 in Bologna; † 18. Februar 1846 in Florenz) war ein italienischer Komponist, Sänger der Stimmlage Tenor und Dirigent.

## Leben und Werk
Giovanni Liverati war Schüler von Lorenzo Gibelli und Stanislao Mattei. Er brachte bereits 1789 einige Psalmen zur Aufführung. Er debütierte 1790 als dramatischer Komponist. Er war 1792 in Barcelona und anschließend in Madrid als erster Tenorist engagiert. Er dirigierte bis 1800 über mehrere Jahre die Italienische Oper in Potsdam. Er bekleidete Kapellmeisterstellen in Prag und Triest. 1805 ließ sich Giovanni Liverati in Wien als Gesangslehrer nieder. 1814 folgte er einem Ruf als Komponist für die Oper in London.
Es ist unklar, wo Liverati die letzten Jahre seines Lebens verbrachte. Die Sterbedaten 18. Februar 1846 in Florenz gelten nach langer Unklarheit in dieser Frage in der Forschung mittlerweile als gesichert.

## Werke
Giovanni Liverati schrieb Opern, Kantaten, zwei Oratorien, zahlreiche Gesangsstücke und mehrere Streichquartette. Die folgende Liste basiert auf den Angaben bei Grove Music Online und Corago.

### Bühnenwerke
- Il divertimento in campagna, Oper in einem Akt; 1790, Bologna[4]
- Enea in Cartagine, dramma eroico; Libretto: Pietro Scotes; 1796, Potsdam (?); 1808 in Wien[5]
- Pimmalione, scena lirica; 19. September 1797, Leipzig[6]
- La prova generale al teatro; Libretto: Gaetano Rossi; 1799, Wien (?)[7]
- Il convito degli dei; um 1800, Wien[8]
- Davide, opera biblica; Libretto: Giuseppe Carpani und Apostolo Zeno; 1802, Wien, Burgtheater; Wiederaufnahme 1813 als David, oder Goliaths Tod [9]
- La presa d’Egea; 1809, Wien, Burgtheater[10]
- Gli amanti fanatici; 1810, Warschau[11]
- Il tempio dell’eternità; Libretto: Pietro Metastasio; 1810, Wien[12]
- I selvaggi, serious opera; Libretto: Giovanni Schmidt und Giuseppe Caravita; 1814, London, King’s Theatre am Haymarket; Wiederaufnahme 1816[13]
- Gastone e Bajardo; Libretto: Stefano Vestris; 1820, London, King’s Theatre am Haymarket[14]
- The Nymph of the Grotto (zusammen mit A. Lee); Libretto: W. Dimond; London, Covent Garden, 1829
- Amore e Psiche, azione drammatica; Libretto: E. Petroni; 1831, London[15]

### Geistliche Werke
- Messe für vier Stimmen und Orchester
- Salve regina für Sopran, Tenor, zwei Bässe und Instrumente
- L’adorazione del presepio, Oratorium; Libretto: P. Scotes
- Giaculatorie, o Sette parole per l’agonia di N.S. Giesù Cristo für drei Stimmen und Orchester

### Sonstige Vokalwerke
- Il trionfo di Cesare sopra i Galli, Kantate; Libretto: Giuseppe Caravita; 18. Juni 1815, London, King’s Theatre am Haymarket[16]
- Il trionfo di Albione e di Roma, Kantate; London, 1817
- ungefähr dreißig Solo-Lieder
- neun Duette
- drei Terzette
- zwei Balladen
- Solfeggios